# علاقات التبعية
علاقات التبعية هي شراكة بين اثنتين من المنشآت تسمح للشركة الناشرة بوضع شعار الشركة أو ارتباط نصي يؤدي لها على موقع آخر (الموقع التابع) بحيث يستطيع زوار الموقع التابع من الوصول إلى الشركة الناشرة عن طريق الضغط على الرابط أو الشعار.تسمى علاقات التبعية في أوساط الشركات الكبرى بـ"صفقات الإيجار"لأنها تسمح للشركة بان تكون مستأجر طويل المدى للموقع التابع.
تعتبر أمازون من أشهر الشركات الناشرة ولها علاقات إيجار مع عدد كبير من تجار التجزئة، حيث تحتوي الملايين من مواقع الويب الشخصية على شعار موقع أمازون.

## الشركة الناشرة
هي الشركة التي تبيع منتج أو تقدم خدمة ما. تقوم الشركة الناشرة بتصميم برامج التسويق الخاصة بما يناسب سياساتها وتقوم بتحديد السعر الذي سوف تقدمه للموقع التابع. عادة ما تقوم الشركات الناشرة بالإعلان عن هذه البرامج عن طريق مواقعها على الشبكة إلا أنهم قد يعلنون عن برامجهم عن طريق شبكات التسويق حتى تسهل عليهم العثور على الشريك المناسب. بالنسبة للشركة الناشرة حصولها على الكثير من المواقع التابعة لا يعني شيئا ما لم يكن متبوعا بأرباح، لذا من المنطقي بالنسبة للشركات الناشرة أن تحرص على إنشاء علاقات قوية ومنسجمة مع المواقع التابعة لها بهدف دفعها لتطوير نفسها لزيادة حركة المرور عليها.هذا النوع من العلاقات مهم لتحديد نسبة نجاح العلاقة التسويقية. أفضل الطرق لتطوير العلاقات هو إقامة اتصالات مترابطة بين المنشأتين. يجب على الشركة الناشرة أن تتواصل مع أتباعها حول وضع التسويق وتتيح لهم فرصة الاستفسار وطلب المساعدة عند الحاجة. ومن المهم أيضا أن يتم دفع المبالغ المستحقة في الوقت المناسب لأن التأخير في الدفع يمنع المواقع التابعة من بذل جهود كبيرة في سبيل التسويق.

## الموقع التابع
هي المواقع التي تقوم بالتسويق للشركة الناشرة.هدفها الأساسي هو كسب ثقة الناشرين.
كبداية يجب أن تبدأ بتحديد المنتجات والخدمات التي تريد أن تقوم بالإعلان عنها حسب اهتماماتها ومحتواها. يجب على المواقع التابعة أن تكون لديها القدرة على جعل برامجها التسويقية موثوقة وتسهل عملية الروابط حتى تغري الشركات الناشرة للتعامل معها.و عندما تعثر شركة ناشرة ما عليها عن طريق البحث في الشبكة أو عن طريق شبكات التسويق تقوم الشركة الناشرة بالتسجيل وعرض منتجاتها عن طريق روابط نصية وهدفها الرئيسي من ذلك هو تشجيع الزائر على دخول موقع الشركة الناشرة والشراء منها، أما بالنسبة للموقع التابع فهدفه هو زيادة الزوار والحصول على دخل أعلى، حيث تشكل هذه العلاقة مصدر دخل للموقع التابع.

## العلاقة بين المنشآت المنتمية لنفس الأصل
في حالات الشركات التي تنتمي لنفس الأصل أو نفس المجموعة الصناعية تقوم الشركات بالربط بين بعضها لزيادة كفاءة مواقعها على الشبكة وزيادة حركة المرور، وفي بعض الحالات تقوم بعض مواقع الويب التي تقدم خدمات مكملة لبعضها بالإشارة لبعضها البعض، مما يسهل على الزائر عثوره على المنتج المطلوب.